# RollerCoaster Tycoon
Rollercoaster Tycoon er en serie bestående af foreløbigt fire computerspil, der som strategi har at bygge succesrige forlystelsesparker. Ophavsmand til spillene er Chris Sawyer (dog ikke til treeren), og de udgives af Atari.

## Beskrivelse
Fælles for spillene er, at der er tale om simulation af driften af en forlystelsespark. I de enkelte spil kan man enten bygge parker uden et mål, eller man kan søge at opfylde en række foruddefinerede opgaver, der typisk giver mulighed for at gå videre til næste opgave.
For en park kan man til hver en tid aflæse en række karakteristika, f.eks.
- parkens samlede værdi
- overskud
- antal gæster
- gæsternes vurdering

For at påvirke disse værdier skal man konstruere parken. Her har man en række muligheder:
- forlystelser
- boder (mad, drikke, souvenirs mm.)
- andre faciliteter (toiletter, informationsboder etc.)
- stier
- pynt (planter, skulpturer, belysning, søer etc.)
- prisfastsættelse (indgangsbillet, varepriser og priser pr. forlystelse)

Blandt forlystelserne er der to basistyper:
- faste forlystelser, der blot skal placeres i landskabet
- selvkonstruerede forlystelser, der kan sammensættes af enkelte elementer, herunder ikke mindst en række rutsjebanevarianter

Forlystelserne grupperes efter fællestræk, blandt andet:
- rutsjebaner
- vandforlystelser
- børneforlystelser
- vilde forlystelser

Når man har det første indhold i sin park, kommer der efterhånden (som regel) flere og flere besøgende. Disse besøgende har forskellige præferencer: Nogle vil gerne have vilde oplevelser, mens andre foretrækker roligere oplevelser. Til at regulere besøgene kan man ansætte folk i sin park: 
- reparatører
- opryddere/havemænd
- vagter

Uden disse ansatte vil en park snart begynde at miste interessen blandt de besøgende.

## Spillene
- RollerCoaster Tycoon (1999)
  - Udvidelse: CorkScrew Follies, også kaldet Added Attractions (1999)
  - Udvidelse: Loopy Landscapes (2000)
- RollerCoaster Tycoon 2 (2002)
  - Udvidelse: Wacky Worlds (2003)
  - Udvidelse: Time Twister (2003)
- RollerCoaster Tycoon 3 (2004)
  - Udvidelse: Soaked! (2005)
  - Udvidelse: Wild! (2005)

Alle tre spil findes desuden i versioner med en eller begge tilhørende udvidelser.
Udviklingen i spillet er dels gået på større detaljer, dels på de forlystelser, der er til rådighed.
Nyheder i RollerCoaster Tycoon 2 var specielt, at konstruktion af bygninger blev mere fleksible, og at Six Flags-kæden gav lov til at bruge deres virkelige parker som udgangspunkt for opgaverne.
Blandt nyhederne i RollerCoaster Tycoon 3 var brugen af fuld 3D-grafik samt muligheden for at "afprøve" forlystelserne (simulering af en tur med udsigt fra en besøgendes synsvinkel). De besøgende har fået større variation, og blandt opgaverne er at gøre VIP-gæster specielt tilfredse.